# Vaucluse (Doubs)
Pour les articles homonymes, voir Vaucluse.
Vaucluse est une commune française située dans le département du Doubs, la région culturelle et historique de Franche-Comté et la région administrative Bourgogne-Franche-Comté.
Ses habitants sont appelés les Vauclusiens.

## Géographie

### Toponymie
Vallis Clusa en 870 ; in comitatu Varascorum en 1028 ; Cluse en 1107 ; Valle Clausa en 1136 ; mostier Valcluse en 1271 et 1388 ; Vaucluse en 1444 ; Vaulcluse en 1614.

### Climat
Pour des articles plus généraux, voir Climat de la Bourgogne-Franche-Comté et Climat du Doubs.
En 2010, le climat de la commune est de type climat de montagne, selon une étude du Centre national de la recherche scientifique s'appuyant sur une série de données couvrant la période 1971-2000. En 2020, Météo-France publie une typologie des climats de la France métropolitaine dans laquelle la commune est exposée à un climat de montagne ou de marges de montagne et est dans la région climatique  Jura, caractérisée par une forte pluviométrie en toutes saisons (1 000 à 1 500 mm/an), des hivers rigoureux et un ensoleillement médiocre. 
Pour la période 1971-2000, la température annuelle moyenne est de 9,1 °C, avec une amplitude thermique annuelle de 16,8 °C. Le cumul annuel moyen de précipitations est de 1 487 mm, avec 12,6 jours de précipitations en janvier et 11,3 jours en juillet. Pour la période 1991-2020, la température moyenne annuelle observée sur la station météorologique de Météo-France la plus proche, « Maiche », sur la commune de Maîche à 9 km à vol d'oiseau, est de 7,7 °C et le cumul annuel moyen de précipitations est de 1 433,0 mm. 
La température maximale relevée sur cette station est de 34,9 °C, atteinte le 25 juillet 2019 ; la température minimale est de −26,8 °C, atteinte le 1er mars 2005,,. 
Les paramètres climatiques de la commune ont été estimés pour le milieu du siècle (2041-2070) selon différents scénarios d'émission de gaz à effet de serre à partir des nouvelles projections climatiques de référence DRIAS-2020. Ils sont consultables sur un site dédié publié par Météo-France en novembre 2022.

## Urbanisme

### Typologie
Au 1er janvier 2024, Vaucluse est catégorisée commune rurale à habitat dispersé, selon la nouvelle grille communale de densité à 7 niveaux définie par l'Insee en 2022.
Elle est située hors unité urbaine et hors attraction des villes,.

### Occupation des sols
L'occupation des sols de la commune, telle qu'elle ressort de la base de données européenne d’occupation biophysique des sols Corine Land Cover (CLC), est marquée par l'importance des forêts et milieux semi-naturels (56,2 % en 2018), une proportion identique à celle de 1990 (56,2 %). La répartition détaillée en 2018 est la suivante : forêts (56,2 %), prairies (37,6 %), zones agricoles hétérogènes (6,2 %). L'évolution de l’occupation des sols de la commune et de ses infrastructures peut être observée sur les différentes représentations cartographiques du territoire : la carte de Cassini (XVIIIe siècle), la carte d'état-major (1820-1866) et les cartes ou photos aériennes de l'IGN pour la période actuelle (1950 à aujourd'hui).

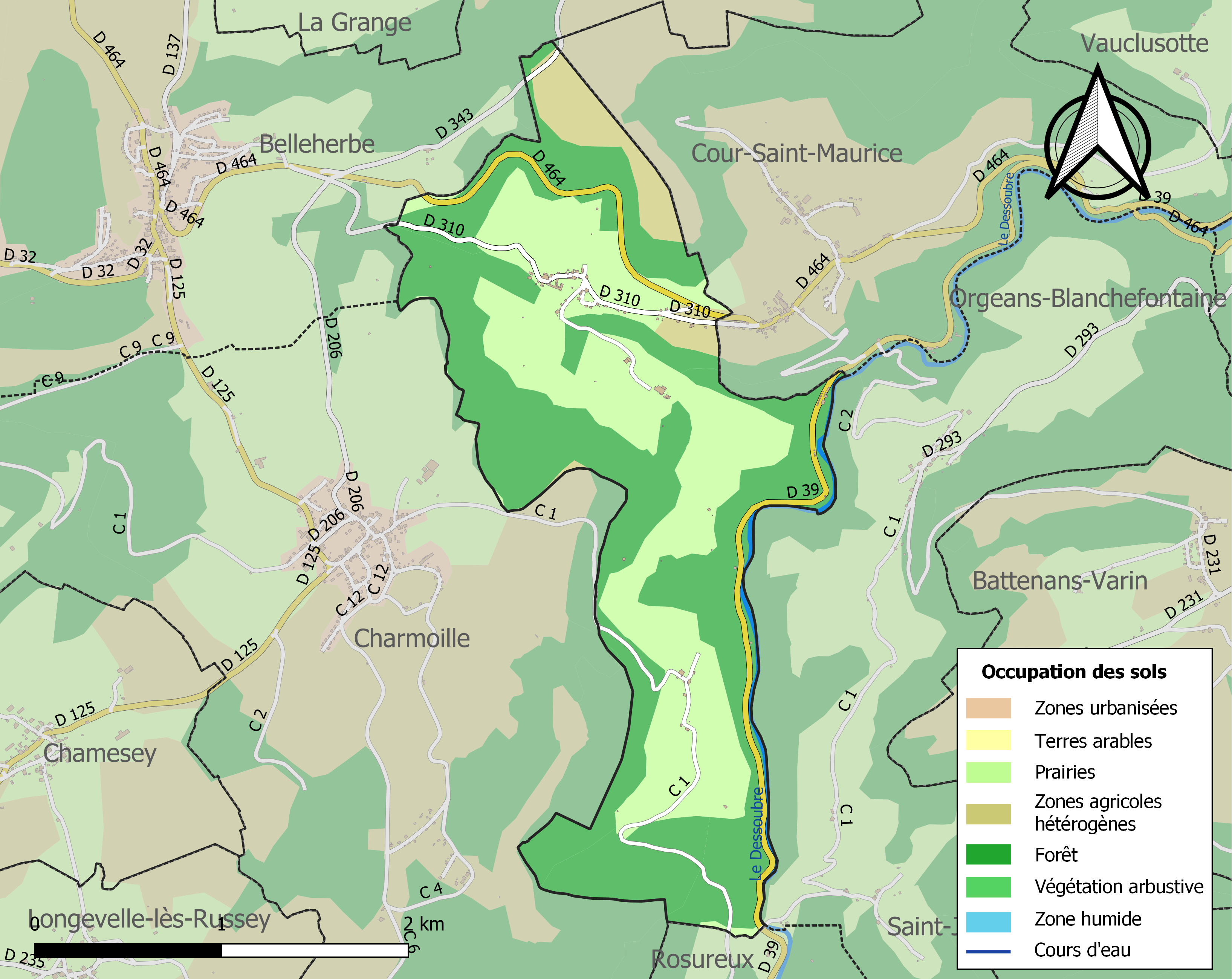
Carte des infrastructures et de l'occupation des sols de la commune en 2018 (CLC).

## Histoire
En l'an 520 des religieux de l’abbaye territoriale de Saint-Maurice d'Agaune édifient le monastère de Vaucluse qui en 870 est assigné en partage à Louis Le Germanique. La région traverse alors une ère d’instabilité ponctuée d'invasions des Vikings, des Sarrasins c'est un temps de pillage et de famine.
En 1096 le monastère est uni à l’Église de Besançon puis, en 1107, est cédé à l’Ordre de Cluny. Il reçoit le titre de prieuré en 1124.
En 1685 Louis XV décide les revenus de Vaucluse, mais bientôt la Révolution participe à sa destruction partielle et en 1793 le transforme en prison.
Jusqu’en 1845 une partie des bâtiments est occupée par une fabrique de toile et de tissus, puis sert d’ateliers de menuiserie, d’horlogerie, de fabrique d’allumettes, de pains d’épice…
En 1922, le curé de Belleherbe, petite commune voisine, restaure le prieuré et en 1923, avec le concours des sœurs de la Charité de Besançon, le prieuré se transforme en École Ménagère Agricole qui fera place au Centre médico-professionnel en 1955.
Une première direction laïque est mise en place en 1987 et le retrait définitif des sœurs de la Charité dans la gestion de l’établissement a lieu en 2003.

## Politique et administration
| Période                                  | Période  | Identité              | Étiquette | Qualité              |
| ---------------------------------------- | -------- | --------------------- | --------- | -------------------- |
| mars 2001                                | 2008     | Jean-Claude Venturini |           |                      |
| mars 2008                                | mai 2020 | Jean Ramel            | UMP-LR    | Agriculteur retraité |
| mai 2020                                 | En cours | Aurore Gosso          |           | Artisan              |
| Les données manquantes sont à compléter. |          |                       |           |                      |

## Démographie
L'évolution du nombre d'habitants est connue à travers les recensements de la population effectués dans la commune depuis 1793. Pour les communes de moins de 10 000 habitants, une enquête de recensement portant sur toute la population est réalisée tous les cinq ans, les populations de référence des années intermédiaires étant quant à elles estimées par interpolation ou extrapolation. Pour la commune, le premier recensement exhaustif entrant dans le cadre du nouveau dispositif a été réalisé en 2006.

En 2022, la commune comptait 117 habitants, en évolution de −2,5 % par rapport à 2016 (Doubs : +1,88 %, France hors Mayotte : +2,11 %).
| 1793 | 1800 | 1806 | 1821 | 1831 | 1836 | 1841 | 1846 | 1851 |
| ---- | ---- | ---- | ---- | ---- | ---- | ---- | ---- | ---- |
| 180  | 188  | 203  | 260  | 293  | 304  | 317  | 319  | 333  |

| 1856 | 1861 | 1866 | 1872 | 1876 | 1881 | 1886 | 1891 | 1896 |
| ---- | ---- | ---- | ---- | ---- | ---- | ---- | ---- | ---- |
| 292  | 313  | 277  | 310  | 301  | 273  | 279  | 254  | 253  |

| 1901 | 1906 | 1911 | 1921 | 1926 | 1931 | 1936 | 1946 | 1954 |
| ---- | ---- | ---- | ---- | ---- | ---- | ---- | ---- | ---- |
| 260  | 283  | 307  | 222  | 283  | 276  | 227  | 235  | 136  |

| 1962 | 1968 | 1975 | 1982 | 1990 | 1999 | 2006 | 2011 | 2016 |
| ---- | ---- | ---- | ---- | ---- | ---- | ---- | ---- | ---- |
| 119  | 87   | 93   | 71   | 70   | 69   | 100  | 115  | 120  |

| 2021 | 2022 | - | - | - | - | - | - | - |
| ---- | ---- | - | - | - | - | - | - | - |
| 120  | 117  | - | - | - | - | - | - | - |

C'est la commune du Doubs avec le plus fort taux de population comptée à part en 2006 selon l'Insee, avec 32,4 % (48 personnes pour une population totale de 148 habitants). Ce taux est dû à la présence du centre médico-pédagogique.

## Lieux et monuments
- L'ancien prieuré de Vaucluse, occupé auparavant par les "sœurs de la Charité", actuellement centre médico-professionnel accueillant des adolescents légèrement déficients intellectuels.
- La vallée du Dessoubre et ses moulins.
- Dans la forêt communale, se trouve le site du Crucifix.

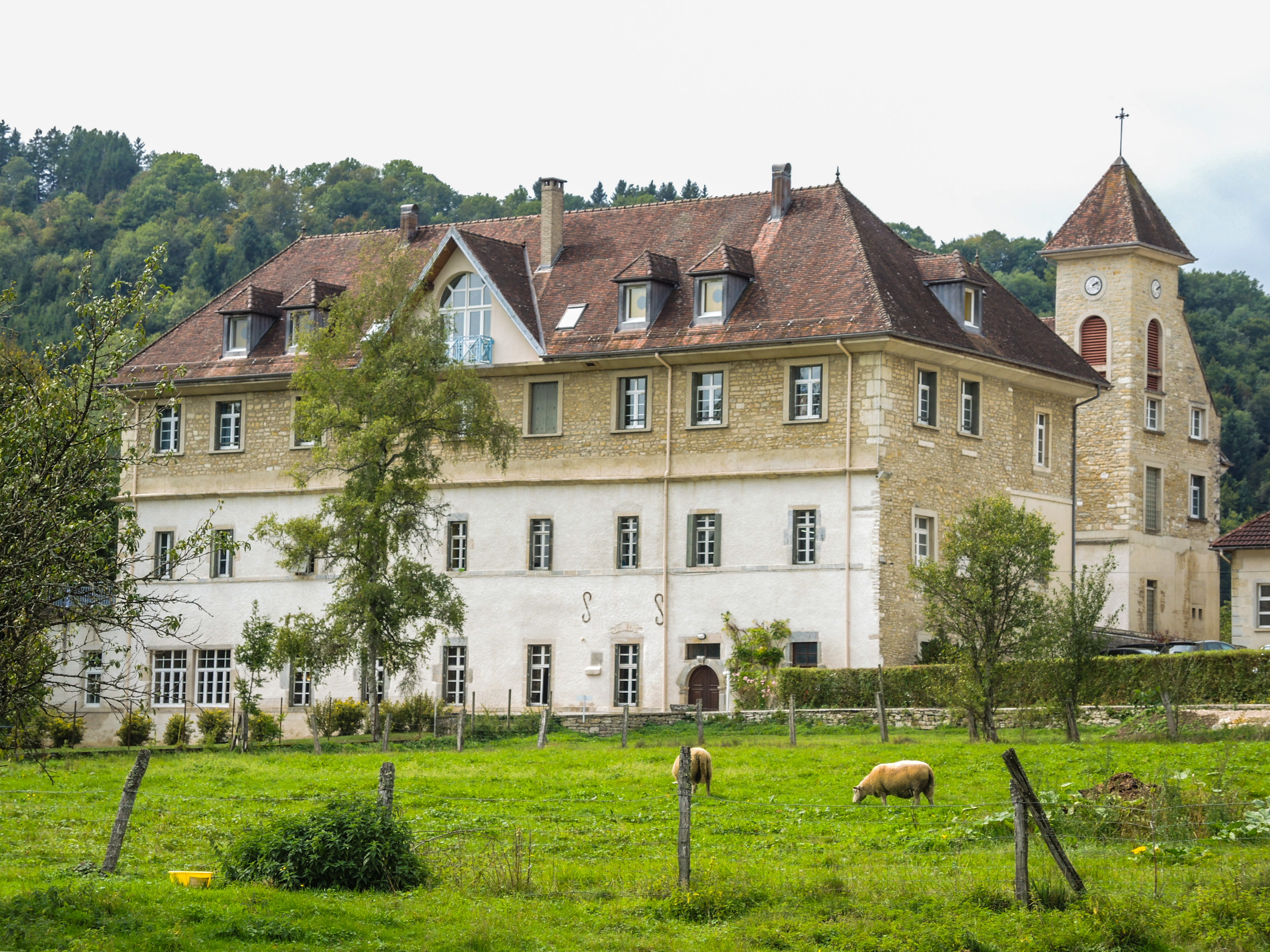
Ancien prieuré de Vaucluse. Actuellement I.M.P.
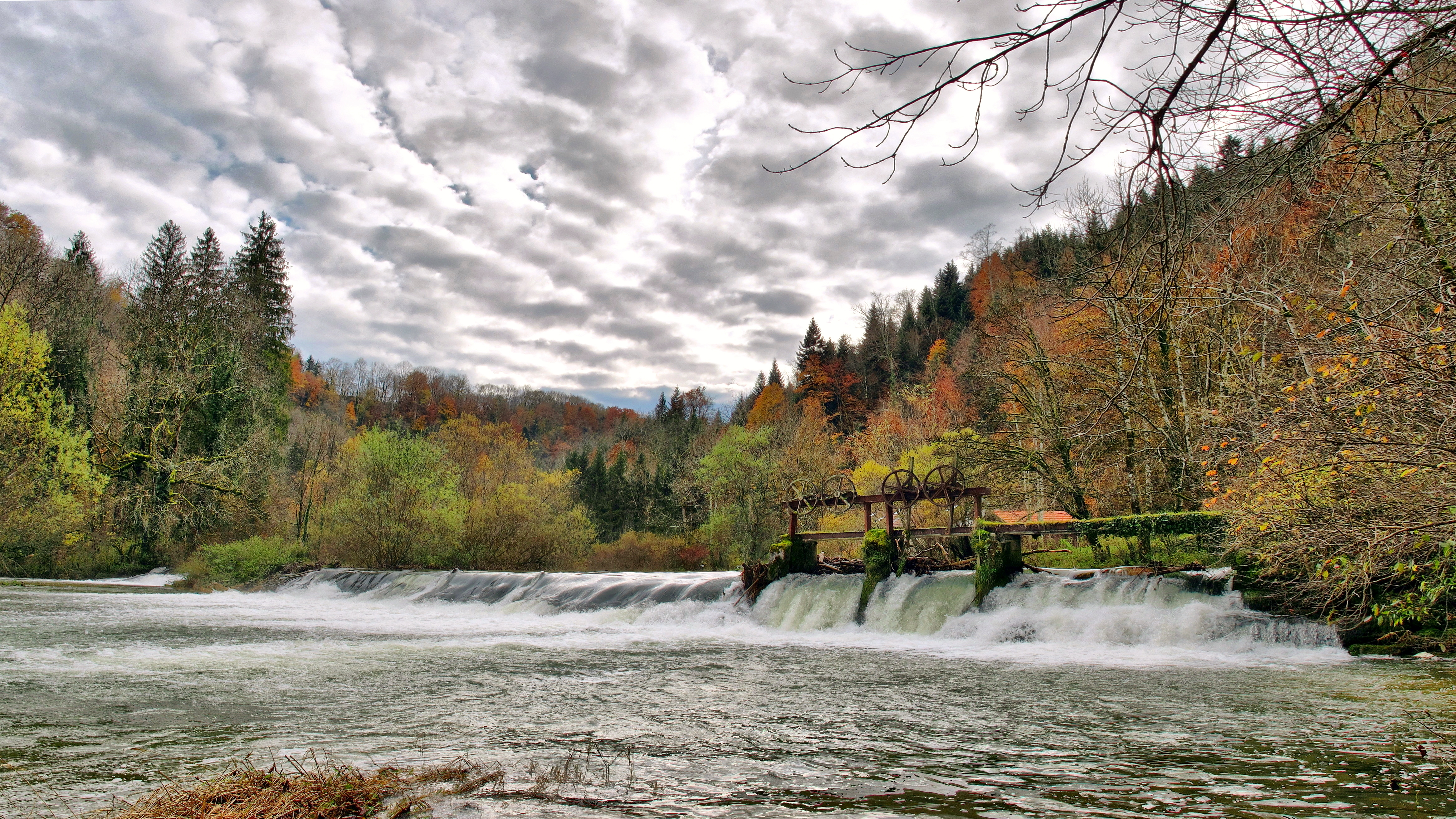
Barrage du moulin du Milieu sur le Dessoubre.
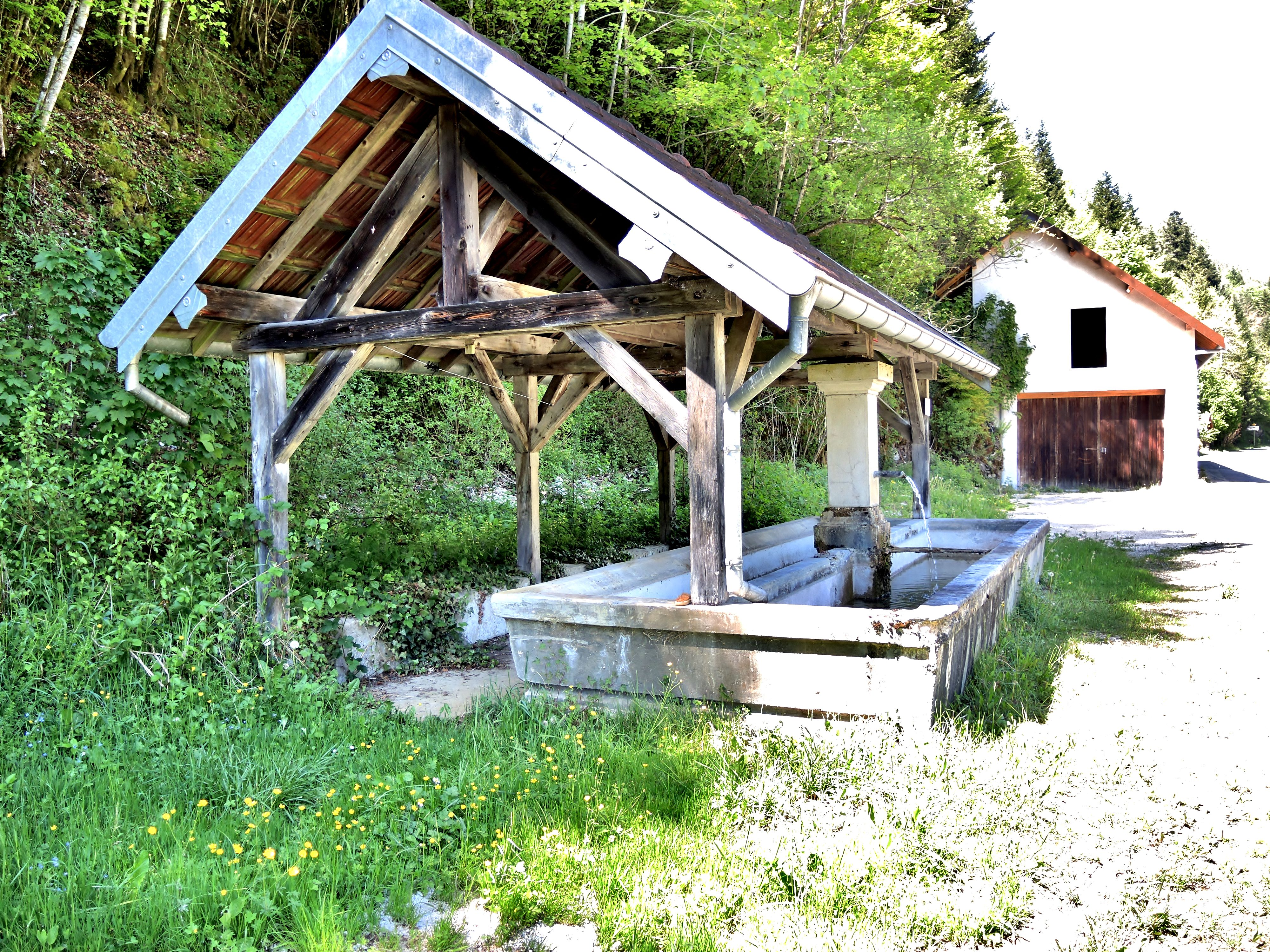
Fontaine-lavoir.
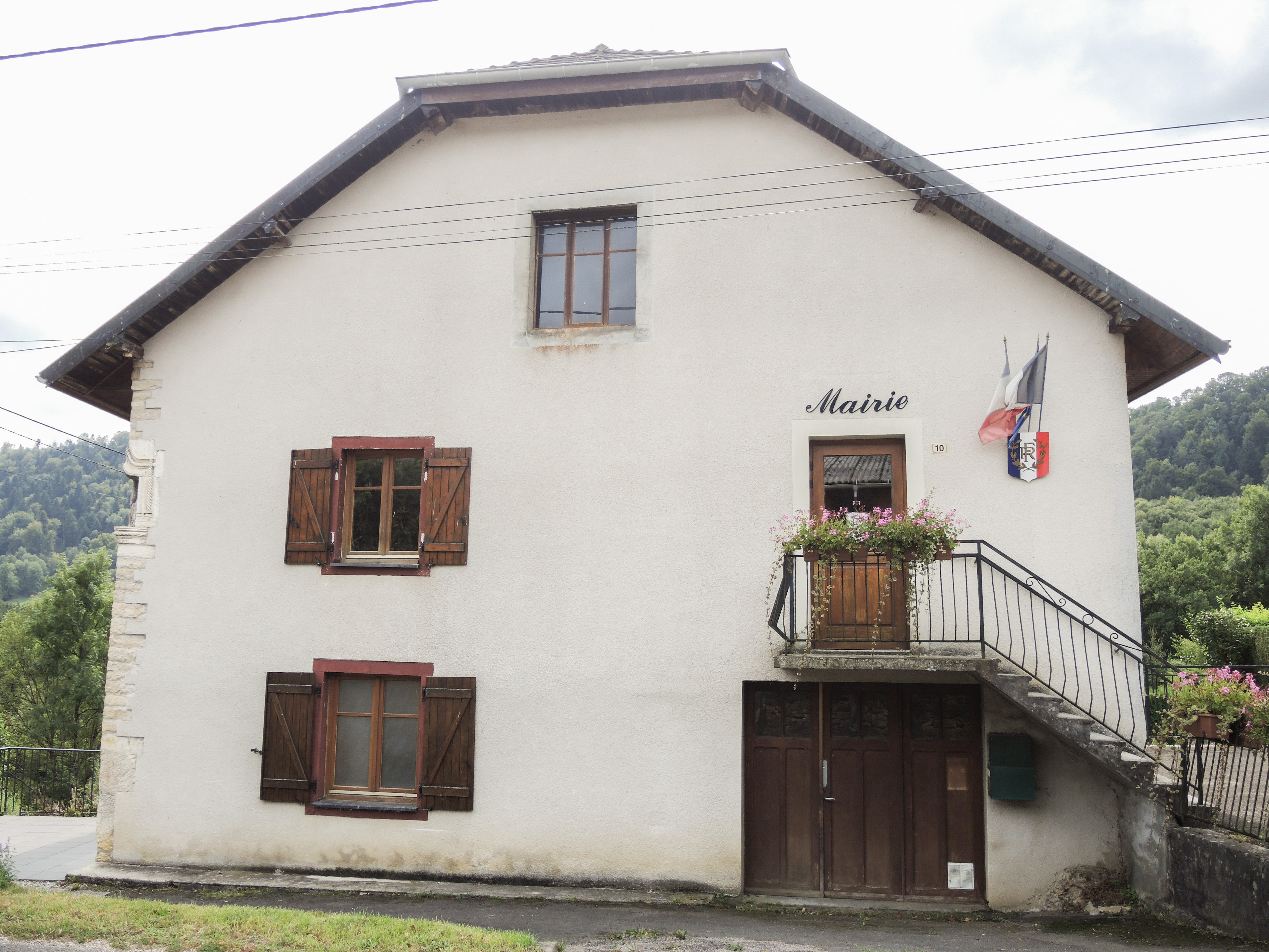
Mairie.